# X-wing
Il T-65 X-Wing Starfighter (meglio conosciuto come X-wing, tradotto in Italiano come caccia Ala-X) è un caccia immaginario presente nell'universo di Guerre stellari. Viene utilizzato principalmente come intercettore e per il combattimento aereo dall'Alleanza Ribelle e dalla Nuova Repubblica. Durante la battaglia di Yavin, Luke Skywalker usò uno X-wing per distruggere la Morte Nera.

## Dettagli costruttivi
Così chiamato poiché con le ali aperte in modalità di attacco assume una forma simile a una 'X' se visti dal retro, l'X-wing è un caccia ben manovrabile e dotato di quattro cannoni laser Taim & Bak montati sulle ali, e di due tubi per missili a protoni nella fusoliera. Ha la possibilità di raggiungere l'iperspazio essendo equipaggiato di un'iperguida di classe 1.
I laser degli X-wing possono sparare in diverse modalità:
- Fuoco singolo, dove ogni laser spara individualmente;
- Fuoco doppio, dove due laser sparano contemporaneamente;
- Fuoco quadruplo, dove tutti e quattro sparano insieme per convergere il fuoco sul bersaglio.

Il caccia ha due modalità di volo: una nella quale le ali sono "piatte" e un'altra nella quale le ali sono estese in "posizione di attacco", offrendo ai laser montati alle estremità una maggiore area di fuoco. Privi di un computer di navigazione,  sfruttano un astrodroide della serie R2 alloggiato in un apposito compartimento per i calcoli del salto a velocità luce. La presenza di un dispositivo iperguida e di uno scudo deflettore differenziano gli X-wing dai caccia TIE imperiali, enfatizzando l'importanza per la Ribellione che i piloti sopravvivano alla loro missione.

## Storia
L' X-wing venne disegnato dalla Incom Corporation per l'Impero Galattico, ma l'intera squadra disertò per unirsi alla Alleanza Ribelle, portando con sé i prototipi. Il progetto era un discendente del Z-95 Headhunter, costruito dalla Incom e dalla Subpro, con parti del progetto prese dall'ARC-170 starfighter.
L' X-wing venne continuamente aggiornato attraverso il tempo. L'originale T-65AC1 in possesso dell'Alleanza era un buon velivolo in quel periodo, ma venne presto rimpiazzato dal T-65AC2, che aveva un'accelerazione considerevolmente maggiore. Il T-65AC3 aveva migliori dinamiche aeree, scudi e sensori; il T-65AC4 aveva un miglioramento del motore, che lo rendeva molto simile in potenza all'A-wing.
Poco prima dell'invasione degli yuuzhan vong, la Nuova Repubblica supportò la serie J dell'X-wing. Una terza carica di missili venne posta ove prima era collocato il vano di carico, alzando così il carico di missili a nove unità. Vennero migliorati anche il motore, i laser e la dinamicità. L'"XJ" venne grandemente potenziato in tutti gli aspetti dove i modelli precedenti presentavano problematiche. L'ultima evoluzione dell'X-wing fu il T-65J3.
La serie X-wing sarebbe dovuta essere rimpiazzata dalla serie E-wing circa sei anni dopo la battaglia di Endor, ma i difetti del modello riguardanti la posizione delle armi ne rallentarono la diffusione nella Repubblica. In seguito la serie E-wing venne molto sviluppata e diffusa, anche se l'X-wing non venne mai abbandonato, e in genere entrambi i modelli venivano usati nelle flotte. Una eccezione era il Rogue Squadron, che usava quasi esclusivamente gli X-wing.
Nel periodo del conflitto killik/chiss due nuove varianti dell'X-wing vennero introdotte. La prima fu la serie XJ5, chiamata anche ChaseX. Questi velivoli erano usati dalla Polizia di Ricostruzione Galattica.
Ci sono stati due sistemi di identificazione degli X-wing (il nome di base "T-65" era costante, ma il numero era inconsistente): un sistema era il suffisso "ACx", con "x" indicante il numero della revisione; mentre un altro sistema usava una lettera accanto al nome di base ("T-65x") che indicava il progredire della revisione. Generalmente si pensava che fossero nomi diversi per indicare uno stesso modello.

## Apparizioni
- Guerre Stellari - Una nuova speranza
- Guerre stellari - L'Impero colpisce ancora
- Guerre stellari - Il ritorno dello Jedi
- Star Wars - Il risveglio della Forza
- Star Wars - Gli ultimi Jedi
- Rogue One: A Star Wars Story
- Star Wars - L'ascesa di Skywalker
- Star Wars: Battlefront
- Star Wars: Battlefront II
- Star Wars: X-wing
- Star Wars: Empire at War
- Star Wars: Rebel Assault
- Rebel Assault II: The Hidden Empire
- Star Wars: Rogue Squadron
- Star Wars: Rogue Squadron II: Rogue Leader
- Star Wars: Rogue Squadron III: Rebel Strike
- Star Wars Infinities: A New Hope (non-canone)
- The Star Wars Holiday Special
- Star Wars: Vader's Quest
- Star Wars: Force Commander
- Star Wars Galaxies: Jump to Lightspeed
- Star Wars: TIE Fighter
- Star Wars: X-Wing vs. TIE Fighter
- Thrawn Trilogy
- Dark Empire
- Dark Empire II
- Empire's End
- Jedi Academy Trilogy
- Star Wars: Jedi Knight II: Jedi Outcast
- The Hand of Thrawn Duology
- Serie del Nuovo Ordine Jedi
- Star Wars: X-Wing Alliance
- Star Wars: Squadrons